# 袁照臣
袁照臣（1930年—），男，山东曹县人，中华人民共和国政治人物，曾任中共黄石市委书记，湖北省政协副主席。